# كسوف الشمس 6 يناير 2019

مسار متحرك.

كان كسوف الشمس في 6 يناير 2019 كسوفًا جزئيًا للشمس كان مرئيًا في شرق آسيا وشمال المحيط الهادئ .

## الرؤية
تم تسجيل المرحلة القصوى (71٪) من الكسوف الجزئي في جمهورية سخا ( روسيا ).
لوحظ الخسوف في اليابان والشرق الأقصى الروسي وكوريا الشمالية والجنوبية وشرق الصين ومنغوليا الشرقية وشمال غرب ألاسكا .

## صور

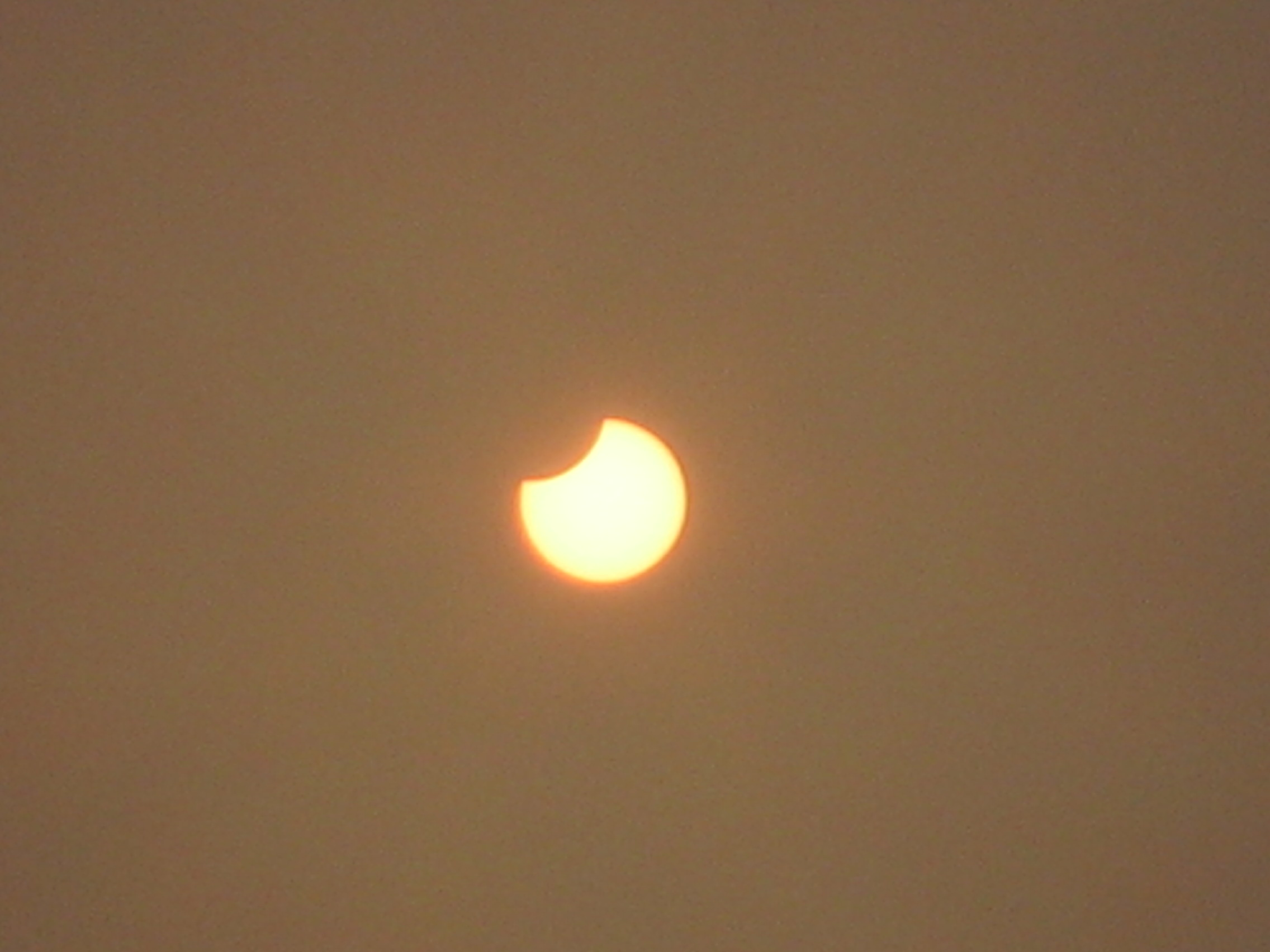
جينان، الصين، 00:18 UTC
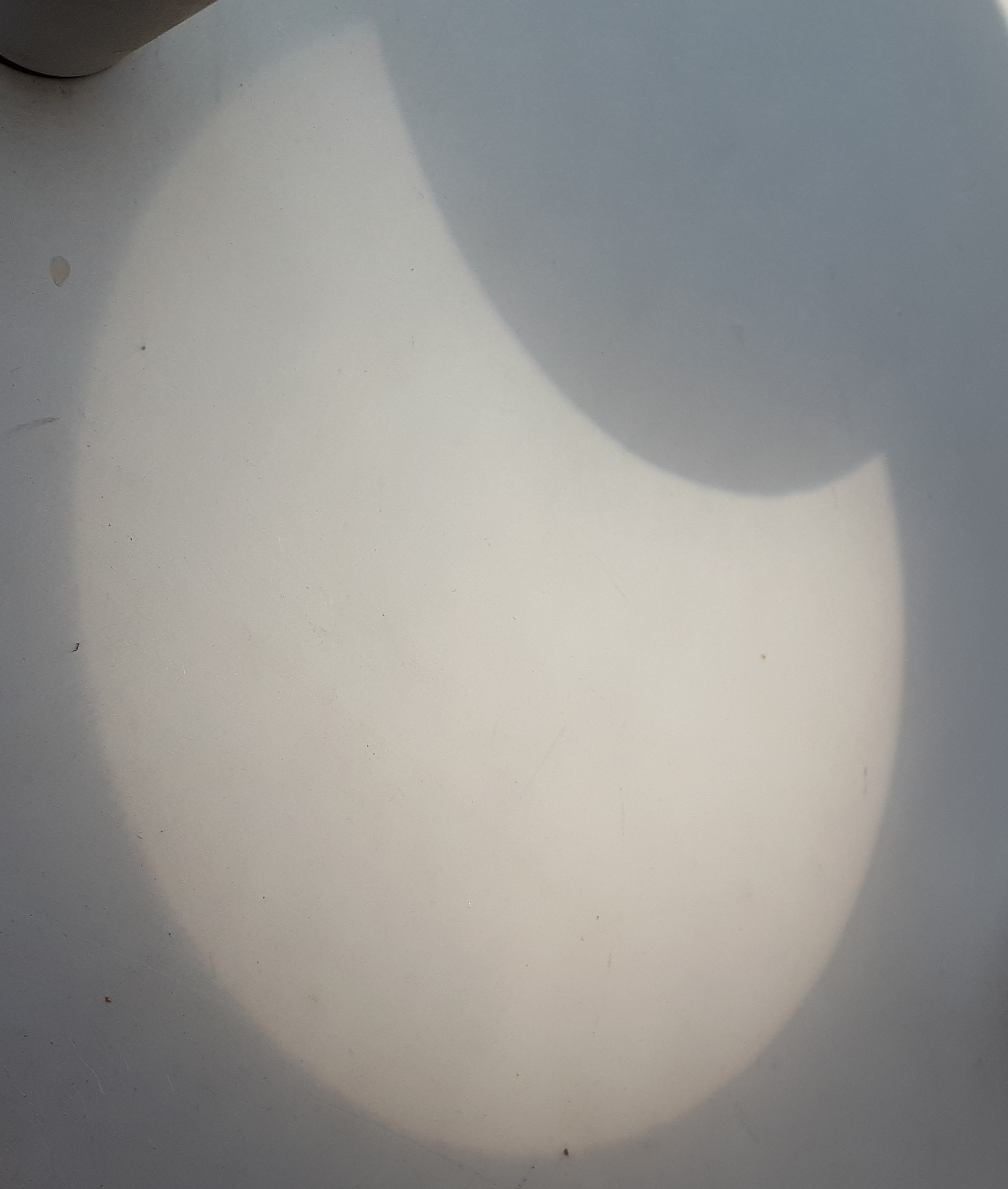
Bohyeonsan، كوريا الجنوبية، 00:47 UTC
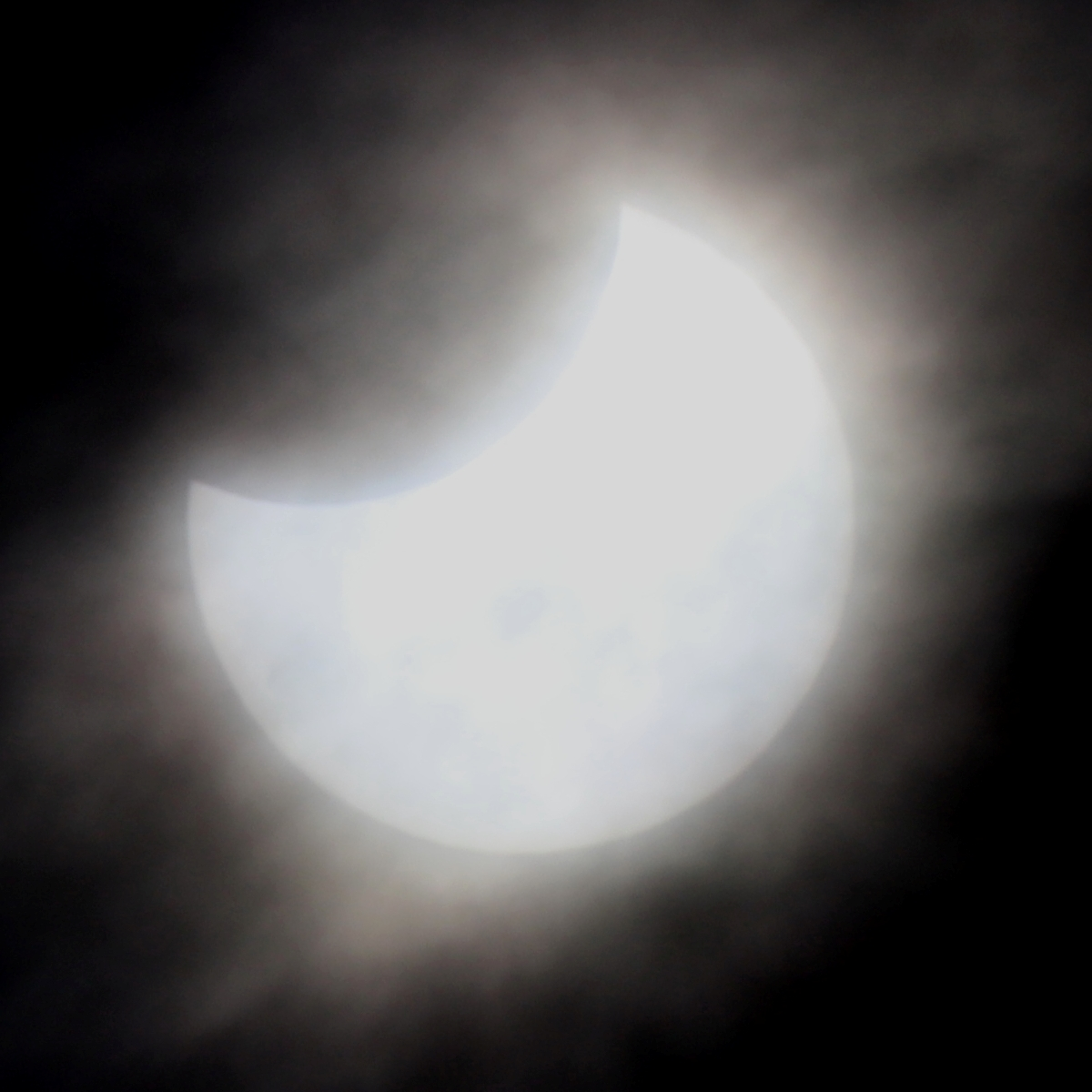
محافظة آيتشي، اليابان، 01:00 UTC

## الخسوفات ذات الصلة

### كسوف 2019
- كسوف جزئي للشمس في 6 يناير.
- خسوف كلي للقمر في 21 يناير .
- كسوف كلي للشمس في 2 يوليو .
- خسوف جزئي للقمر في 16 يوليو .
- كسوف حلقي للشمس في 26 ديسمبر .

### تسولكينكس
- سابق: كسوف الشمس في 25 تشرين الثاني (نوفمبر) 2011
- يتبع: كسوف الشمس في 17 فبراير 2026

### دورة نصف ساروس
- سابق: خسوف القمر في 31 ديسمبر 2009
- يتبع: خسوف القمر 12 يناير 2028

### تريتوس
- سابق: كسوف الشمس 7 فبراير 2008
- يتبع: كسوف الشمس في 5 ديسمبر 2029

### ساروس شمسي -122
- سابق: كسوف الشمس في 25 ديسمبر 2000
- يتبع: كسوف الشمس في 16 يناير 2037

### اينكس
- مسبوق: كسوف الشمس في 26 يناير 1990
- يتبع: كسوف الشمس في 16 ديسمبر 2047

### ثالوث
- سابقة: كسوف الشمس 7 مارس 1932
- يتبع: كسوف الشمس في 6 نوفمبر 2105

### كسوف الشمس في 2018-2021
هذا الكسوف هو جزء من سلسلة فصل. يتكرر الكسوف في سلسلة فصل دراسي من الكسوف الشمسي كل 177 يومًا تقريبًا و 4 ساعات (فصل) في العقد المتناوبة من مدار القمر.
ملحوظة: حدثت كسوفات جزئية للشمس في 15 فبراير 2018 و 11 أغسطس 2018 خلال سلسلة الفصل السابق.
| مجموعات سلسلة كسوف الشمس 2018-2021 | مجموعات سلسلة كسوف الشمس 2018-2021  | مجموعات سلسلة كسوف الشمس 2018-2021 | مجموعات سلسلة كسوف الشمس 2018-2021 | مجموعات سلسلة كسوف الشمس 2018-2021  | مجموعات سلسلة كسوف الشمس 2018-2021 | مجموعات سلسلة كسوف الشمس 2018-2021 |
| ---------------------------------- | ----------------------------------- | ---------------------------------- | ---------------------------------- | ----------------------------------- | ---------------------------------- | ---------------------------------- |
| عقدة تصاعدية                       | عقدة تصاعدية                        | عقدة تصاعدية                       |                                    | عقدة تنازلية                        | عقدة تنازلية                       | عقدة تنازلية                       |
| Saros                              | Map                                 | Gamma                              | Saros                              | Map                                 | Gamma                              |                                    |
| 117 Partial from ملبورن, Australia | كسوف الشمس 13 يوليو 2018 Partial    | -1.35423                           | 122 Partial from ناخودكا, Russia   | كسوف الشمس 6 يناير 2019 Partial     | 1.14174                            |                                    |
| 127 لا سيرينا                      | كسوف الشمس في 2 يوليو 2019 Total    | -0.64656                           | 132 جفنا                           | كسوف الشمس 26 ديسمبر 2019 Annular   | 0.41351                            |                                    |
| 137 Beigang, Yunlin, Taiwan        | كسوف الشمس في 21 يونيو 2020 Annular | 0.12090                            | 142 Gorbea, Chile                  | 2020 December 14 [الإنجليزية] Total | -0.29394                           |                                    |
| 147 Huittinen, Finland             | كسوف الشمس في 10 يونيو 2021 Annular | 0.91516                            | 152                                | كسوف الشمس 4 ديسمبر 2021 Total      | -0.95261                           |                                    |

### سلسلة ميتونيك
تكرر السلسلة ميتونيك الخسوف كل 19 عامًا (6939.69 يومًا) ، وتستمر حوالي 5 دورات. تحدث الكسوف في نفس تاريخ التقويم تقريبًا. بالإضافة إلى ذلك ، تكرر سلسلة اوكتون الفرعية 1/5 من ذلك أو كل 3.8 سنوات (1387.94 يومًا). تحدث جميع الكسوفات في هذا الجدول عند العقدة الهابطة للقمر.
| 21 من أحداث الكسوف بين 1 يونيو 2011 و 1 يونيو 2087 | 21 من أحداث الكسوف بين 1 يونيو 2011 و 1 يونيو 2087 | 21 من أحداث الكسوف بين 1 يونيو 2011 و 1 يونيو 2087 | 21 من أحداث الكسوف بين 1 يونيو 2011 و 1 يونيو 2087 | 21 من أحداث الكسوف بين 1 يونيو 2011 و 1 يونيو 2087 |
| May 31 – June 1                                    | March 19–20                                        | January 5–6                                        | October 24–25                                      | August 12–13                                       |
| 118                                                | 120                                                | 122                                                | 124                                                | 126                                                |
| -------------------------------------------------- | -------------------------------------------------- | -------------------------------------------------- | -------------------------------------------------- | -------------------------------------------------- |
| كسوف الشمس 1 يونيو 2011                            | كسوف الشمس 20 مارس 2015                            | كسوف الشمس 6 يناير 2019                            | كسوف الشمس 25 أكتوبر 2022                          | كسوف الشمس 12 أغسطس 2026                           |
| 128                                                | 130                                                | 132                                                | 134                                                | 136                                                |
| كسوف الشمس 1 يونيو 2030                            | كسوف الشمس 20 مارس 2034                            | كسوف الشمس 5 يناير 2038                            | كسوف الشمس 25 أكتوبر 2041                          | كسوف الشمس 12 أغسطس 2045                           |
| 138                                                | 140                                                | 142                                                | 144                                                | 146                                                |
| كسوف الشمس 31 مايو 2049                            | كسوف الشمس 20 مارس 2053                            | كسوف الشمس 5 يناير 2057                            | كسوف الشمس 24 أكتوبر 2060                          | كسوف الشمس 12 أغسطس 2064                           |
| 148                                                | 150                                                | 152                                                | 154                                                | 156                                                |
| كسوف الشمس 31 مايو 2068                            | March 19, 2072 [الإنجليزية]                        | January 6, 2076 [الإنجليزية]                       | October 24, 2079 [الإنجليزية]                      | August 13, 2083 [الإنجليزية]                       |
| 158                                                | 160                                                | 162                                                | 164                                                | 166                                                |
| كسوف الشمس 1 يونيو 2087                            |                                                    |                                                    | October 24, 2098 [الإنجليزية]                      |                                                    |

## روابط خارجية
- http://eclipse.gsfc.nasa.gov/SEplot/SEplot2001/SE2019Jan06P. GIF